# Blood Ties (série télévisée)
Pour les articles homonymes, voir Blood Ties.
Blood Ties ou Liens de sang au Québec, est une série télévisée canadienne en 22 épisodes de 45 minutes créée par Peter Mohan d'après les livres Blood Books de Tanya Huff. Elle a été diffusée entre le 11 mars 2007 et le 7 décembre 2007 sur Lifetime aux États-Unis et à partir du 10 septembre 2007 sur Citytv et rediffusé sur Space au Canada.
Au Québec, elle a été diffusée à partir du 5 janvier 2009 sur Ztélé.
En France, elle a été diffusée en 2010 sur Ma Chaîne Étudiante puis rediffusée à partir du 23 juin 2012 sur NRJ 12, à partir du 12 décembre 2012 sur Chérie 25 et depuis le 21 novembre 2019 sur Prime Video.

## Synopsis
Vicki Nelson est détective Elle enquête aidée de Henry qui est un vampire Elle croise son ex collègue policier Mike sur les scènes de crimes surnaturels (démon, vaudou, fantôme, incube, etc.)
Mike se méfie d'abord d' Henry puis finit par apprécier ses services 

## Distribution

### Acteurs principaux
- Christina Cox (VF : Olivia Dutron) : Vicki Nelson
- Gina Holden (VF : Hélène Bizot) : Coreen Fennel
- Kyle Schmid (VF : Benjamin Pascal) : Henry Fitzroy
- Dylan Neal (VF : Fabien Briche) : Mike Celluci

### Acteurs récurrents
- Nimet Kanji (VF : Zoé Bettan) : Dr Rajani Mohadevan
- Michael Eklund : Norman Bridewell
- Michael-Ann Connor : Angelique
- Eileen Pedde (en) (VF : Agnès Manoury) : Allison Crowley
- Alex Zahara : Magnus O'Connor
- Françoise Yip (VF : Pascale Chemin) : Kate Lam
- Lisa Ray : Elena
- Linda Sorenson (en) (VF : Marie Marczak) : Dr Sagara

 Source et légende : version française (VF) sur RS Doublage

## Fiche technique
- Titre québécois : Liens de sang
- Scénario : Dennis Heaton et Peter Mohan
- Production : Kirk Shaw
- Réalisation : David Winning (4 épisodes), James Head (4 épisodes), James Dunnison (4 épisodes)
- Musique : Live forever de James Jandrisch chanté par Tamara Rhodes
- Photographie : Danny Nowak
- Montage : Richard Schwadel
- Décors : Alexandra Rojek
- Format : Couleurs - 1,35

## Épisodes
Certains épisodes ont bénéficié de titres francophones différents[pas clair][pourquoi ?][réf. nécessaire], ils sont précisés en second le cas échéant.

### Première saison (printemps 2007)
1. Le Prix du sang (1re partie) (Blood Price [1/2])
2. Le Prix du sang (2e partie) (Blood Price [2/2])
3. Mauvais gri-gri / Malaise vaudou (Bad Juju)
4. Doué / Surdoués (Gifted)
5. Passé meurtrier / Passage (Deadly Departed)
6. Chagrin d'amour / En mal d'amour (Love Hurts)
7. Cœur de glace (Heart of Ice)
8. Cœur de feu / L'Iluminacion del Sol (Heart of Fire)
9. Froid comme le marbre / Cœur de pierre (Stone Cold)
10. Nécrodrome (Necrodrome)
11. Post natale / Post Partum (Post Partum)
12. Norman (Norman)

### Deuxième saison (automne 2007)
1. D.O.A. / Mort ou vif (D.O.A. - Dead or Alive)
2. Circulation sanguine / Chasse à l'homme (Wild Blood)
3. 5 heures 55 / 5:55 (5:55)
4. Sur écoute / Le Bal des cafards (Bugged)
5. Le Diable par la queue / Meilleur ennemi (The Devil You Know)
6. Mis en morceaux / La Mort dans l'art (Drawn and Quartered)
7. Emballé / L'Affaire est dans le sac (Wrapped)
8. Le Bon, l'Horrible et le Vilain / Le Bon, la brute et le truand (The Good, the Bad and the Ugly)
9. Nous nous retrouverons / On se reverra (We'll Meet Again)
10. Les Ténèbres (Deep Dark)

## Accueil
Le pilote a été vu par 1,6 million de téléspectateurs américains.